# 海南疣螈
海南疣螈（学名：Tylototriton hainanensis）为蝾螈科疣螈属的两栖动物，是中国的特有物种。分布于海南島等地，主要生活于山区林间、一般生活在树林中植物根部以及枯枝落叶中或洞穴中。该物种的模式产地在海南。其种加词“hainanensis”意为“海南的”。